# Derivata simmetrica
Nella matematica, la derivata simmetrica è un'operazione che generalizza l'usuale derivata. È definita come:
{\displaystyle f_{s}(x)=\lim _{h\to 0}{\frac {f(x+h)-f(x-h)}{2h}}.}
L'espressione all'interno del limite viene spesso chiamata rapporto incrementale simmetrico. Una funzione si dice simmetricamente derivabile nel punto {\displaystyle x} se la sua derivata simmetrica esiste in quel punto.
Se una funzione è derivabile (nel senso usuale) in un punto, allora è anche simmetricamente derivabile, ma l'inverso non è sempre vero. Un noto controesempio è la funzione valore assoluto {\displaystyle f(x)=|x|}, che non è derivabile in {\displaystyle x=0} ma lo è simmetricamente con derivata simmetrica uguale a {\displaystyle 0}. Per le funzioni derivabili, il rapporto incrementale simmetrico fornisce una migliore approssimazione numerica della derivata rispetto a quello usuale.
La derivata simmetrica in un punto è uguale alla media aritmetica della derivata destra e sinistra in quel punto, se quest'ultime esistono finite.
Per quanto riguarda la derivata simmetrica, non valgono né il teorema di Rolle né il teorema di Lagrange, tuttavia esistono degli enunciati simili più deboli.

### x^{−2}

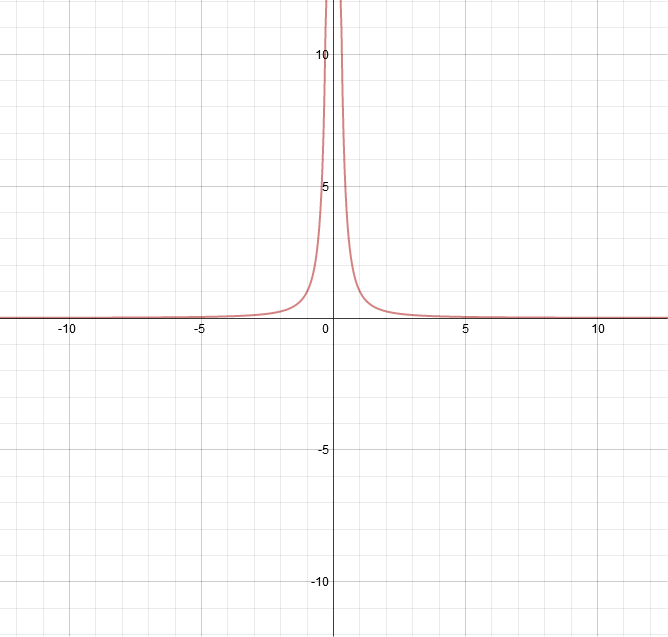
Grafico di. Da notare che la funzione ha una discontinuità essenziale in, quindi non esiste la sua derivata. Tuttavia, la derivata simmetrica della funzione esiste in.

## Esempi

### La funzione modulo

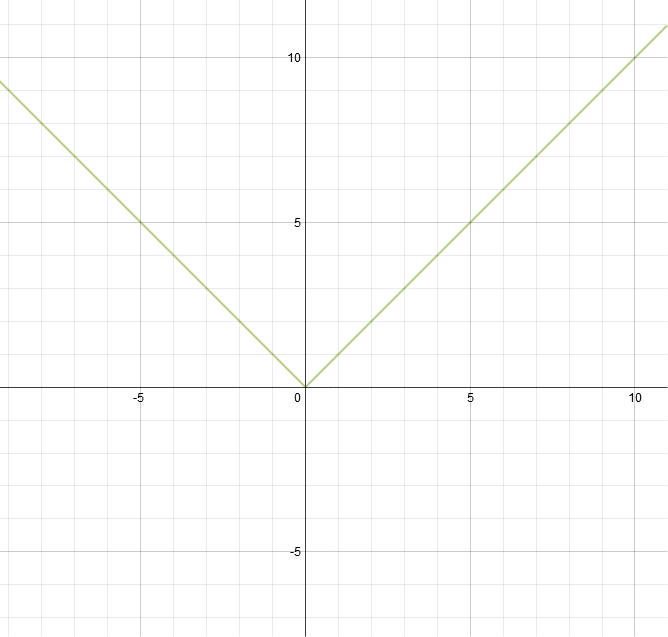
Grafico della funzione modulo. Da notare il punto angoloso in, che comporta la non derivabilità della curva in quel punto. La derivata simmetrica della funzione, tuttavia, esiste anche in.

Per la funzione modulo, {\displaystyle f(x)=\left\vert x\right\vert }, si ha in {\displaystyle x=0}
{\displaystyle {\begin{aligned}f_{s}(0)&=\lim _{h\to 0}{\frac {f(0+h)-f(0-h)}{2h}}\\&=\lim _{h\to 0}{\frac {f(h)-f(-h)}{2h}}\\&=\lim _{h\to 0}{\frac {\left\vert h\right\vert -\left\vert -h\right\vert }{2h}}\\&=\lim _{h\to 0}{\frac {h-(-(-h))}{2h}}\\&=0,\\\end{aligned}}}
dove si ha {\displaystyle \left\vert -h\right\vert } = {\displaystyle -(-h)} poiché {\displaystyle h>0}. Perciò, si osserva che esiste la derivata simmetrica in {\displaystyle x=0} e è uguale a zero, sebbene la derivata usuale non esista in tale punto a causa di un punto angoloso. Come conseguenza, la funzione derivata simmetrica di {\displaystyle f(x)=|x|} coincide con la funzione segno {\displaystyle \operatorname {sgn}(x)}.
Da notare che in questo esempio sia la derivata sinistra che destra esistono, ma sono tra loro diverse (la prima è {\displaystyle -1} e l'altra è {\displaystyle 1}); la loro media è {\displaystyle 0}, come ci si aspettava. la funzione derivata simmetrica della

### x−2
Per la funzione {\displaystyle f(x)=1/x^{2}}, si ha in {\displaystyle x=0}
{\displaystyle {\begin{aligned}f_{s}(0)&=\lim _{h\to 0}{\frac {f(0+h)-f(0-h)}{2h}}\\&=\lim _{h\to 0}{\frac {f(h)-f(-h)}{2h}}\\&=\lim _{h\to 0}{\frac {1/h^{2}-1/(-h)^{2}}{2h}}\\&=\lim _{h\to 0}{\frac {1/h^{2}-1/h^{2}}{2h}}\\&=0,\\\end{aligned}}}
dove di nuovo {\displaystyle h>0}. Anche per questa funzione la sua derivata simmetrica esiste in {\displaystyle x=0}, mentre non esiste la sua derivata ordinaria a causa della discontinuità essenziale in tale punto.

### La funzione di Dirichlet
La funzione di Dirichlet, definita come
{\displaystyle f(x)={\begin{cases}1,&{\text{se }}x{\text{ è razionale}}\\0,&{\text{se }}x{\text{ è irrazionale}}\end{cases}}}
ha derivata simmetrica {\displaystyle \forall x\in \mathbb {Q} }, mentre {\displaystyle \forall x\in \mathbb {R} -\mathbb {Q} } non esiste. Perciò la derivata simmetrica esiste nei numeri razionali e non nei numeri irrazionali.

## Regolarità della derivata simmetrica
Ogni funzione derivabile in {\displaystyle x_{0}}è ivi anche simmetricamente derivabile e il valore della derivata simmetrica coincide con il valore della derivata. Formalmente, se la funzione {\displaystyle f(x)} è derivabile in {\displaystyle x_{0}}, allora esiste finita la derivata simmetrica in {\displaystyle x=x_{0}} ed è uguale a {\displaystyle f'(x_{0})}. Più in generale, se la funzione ammette derivata destra e sinistra entrambe finite in {\displaystyle x_{0}}, allora esiste finita la derivata simmetrica in {\displaystyle x=x_{0}} ed è uguale a {\displaystyle (f_{+}'(x_{0})+f'_{-}(x_{0}))/2}, cioè la media aritmetica dei valori della derivata destra e sinistra nel punto.

### Dimostrazione
La derivata simmetrica in {\displaystyle x=x_{0}} è definita come
{\displaystyle f_{s}(x_{0})=\lim _{h\to 0}{\frac {f(x_{0}+h)-f(x_{0}-h)}{2h}}.}
Sommando e sottraendo {\displaystyle f(x_{0})} al numeratore si ottiene
{\displaystyle f_{s}(x_{0})=\lim _{h\to 0}{\frac {f(x_{0}+h)-f(x_{0}-h)+f(x_{0})-f(x_{0})}{2h}}=\lim _{h\to 0}\left({\frac {f(x_{0}+h)-f(x_{0})}{2h}}+{\frac {f(x_{0}-h)-f(x_{0})}{-2h}}\right).}
Il primo addendo tende a {\displaystyle f_{+}'(x_{0})/2} mentre il secondo a {\displaystyle f_{-}'(x_{0})/2}. Pertanto, poiché i limiti sono finiti per ipotesi, la derivata simmetrica esiste finita e dalla somma dei limiti si ha
{\displaystyle f_{s}(x_{0})={\frac {f_{+}'(x_{0})+f_{-}'(x_{0})}{2}}.}
In particolare, se la funzione è derivabile, allora {\displaystyle f_{+}'(x_{0})=f_{-}'(x_{0})} e perciò
{\displaystyle f_{s}(x_{0})=f'(x_{0}).}

## Quasi-teorema del valor medio
La derivata simmetrica non obbedisce al teorema del valor medio di Lagrange. Come controesempio, la derivata simmetrica di {\displaystyle f(x)=|x|} ha come immagine l'insieme {\displaystyle \{-1,0,1\}}, ma le secanti di {\displaystyle f} hanno un intervallo maggiore di pendenze; per esempio, sull'intervallo {\displaystyle [-1,2]}, il teorema di Lagrange affermerebbe che esiste un punto nell'intervallo in cui la derivata simmetrica vale {\displaystyle {\frac {|2|-|-1|}{2-(-1)}}={\frac {1}{3}}}.
Un teorema in qualche modo analogo al teorema di Rolle per le derivate simmetriche venne stabilito nel 1967 da C.E. Aull, che gli diede il nome di "quasi-teorema di Rolle". L'enunciato afferma che, se la funzione {\displaystyle f} è continua nell'intervallo chiuso {\displaystyle [a,b]}, derivabile simmetricamente nell'intervallo aperto {\displaystyle (a,b)} e {\displaystyle f(a)=f(b)=0}, allora esistono due punti {\displaystyle x,y\in (a,b)} tali che {\displaystyle f_{s}(x)\geq 0} e {\displaystyle f_{s}(y)\leq 0}. Un lemma di Aull utilizzato come primo passo verso il teorema afferma che se {\displaystyle f} è continua nell'intervallo chiuso {\displaystyle [a,b]}, derivabile simmetricamente in {\displaystyle (a,b)} e inoltre {\displaystyle f(b)>f(a)}, allora esiste un punto {\displaystyle z\in (a,b)} dove la derivata simmetrica è non negativa, cioè {\displaystyle f_{s}(z)\geq 0}. In modo analogo, se {\displaystyle f(b)<f(a)}, allora esiste un punto {\displaystyle z\in (a,b)} dove {\displaystyle f_{s}(z)\leq 0}.
Il quasi-teorema del valor intermedio per una funzione simmetricamente derivabile afferma che se è continua nell'intervallo chiuso {\displaystyle [a,b]} e derivabile simmetricamente in {\displaystyle (a,b)}, allora esistono {\displaystyle x,y\in (a,b)} tali che
{\displaystyle f_{s}(x)\leq {\frac {f(b)-f(a)}{b-a}}\leq f_{s}(y)}.
Come applicazione, il quasi-teorema del valor medio applicato a {\displaystyle f(x)=|x|} in un intervallo contenente {\displaystyle x=0} asserisce che ogni secante di {\displaystyle f} ha pendenza compresa fra {\displaystyle 1} e {\displaystyle -1}
Se la derivata simmetrica di {\displaystyle f} possiede la proprietà di Darboux, allora vale la forma normale del teorema di Lagrange, cioè esiste {\displaystyle z} appartenente a {\displaystyle (a,b)} tale che:
{\displaystyle f_{s}(z)={\frac {f(b)-f(a)}{b-a}}}.
Come conseguenza, se la funzione è continua e anche la sua derivata simmetrica è continua (e perciò ha la proprietà di Darboux), allora la funzione è derivabile nel senso usuale.

## Generalizzazioni
Il concetto si può generalizzare anche alle derivate di ordine superiore e agli spazi euclidei n-dimensionali.

### La derivata seconda simmetrica
La derivata seconda simmetrica è definita come
{\displaystyle \lim _{h\to 0}{\frac {f(x+h)-2f(x)+f(x-h)}{h^{2}}}.}
Se la derivata seconda usuale esiste, allora anche quella simmetrica esiste e le due coincidono. Tuttavia la derivata seconda simmetrica può esistere anche dove la funzione non è derivabile due volte. Come esempio, si consideri la funzione segno {\displaystyle \operatorname {sgn}(x)} che è definita da
{\displaystyle \operatorname {sgn}(x)={\begin{cases}-1&{\text{if }}x<0,\\0&{\text{if }}x=0,\\1&{\text{if }}x>0.\end{cases}}}
La funzione segno non è continua in zero e pertanto la derivata seconda in {\displaystyle x=0} non esiste, al contrario della derivata seconda simmetrica:
{\displaystyle {\begin{aligned}\lim _{h\to 0}{\frac {\operatorname {sgn}(0+h)-2\operatorname {sgn}(0)+\operatorname {sgn}(0-h)}{h^{2}}}&=\lim _{h\to 0}{\frac {1-2\cdot 0+(-1)}{h^{2}}}\\&=\lim _{h\to 0}{\frac {0}{h^{2}}}\\&=0\end{aligned}}}